# Louis-Benoît Picard
Pour les articles homonymes, voir Picard (homonymie).
Louis-Benoît Picard est un acteur, dramaturge, romancier et directeur de troupe français, né le 19 juillet 1769 à Paris où il est mort le 31 décembre 1828.

## Biographie

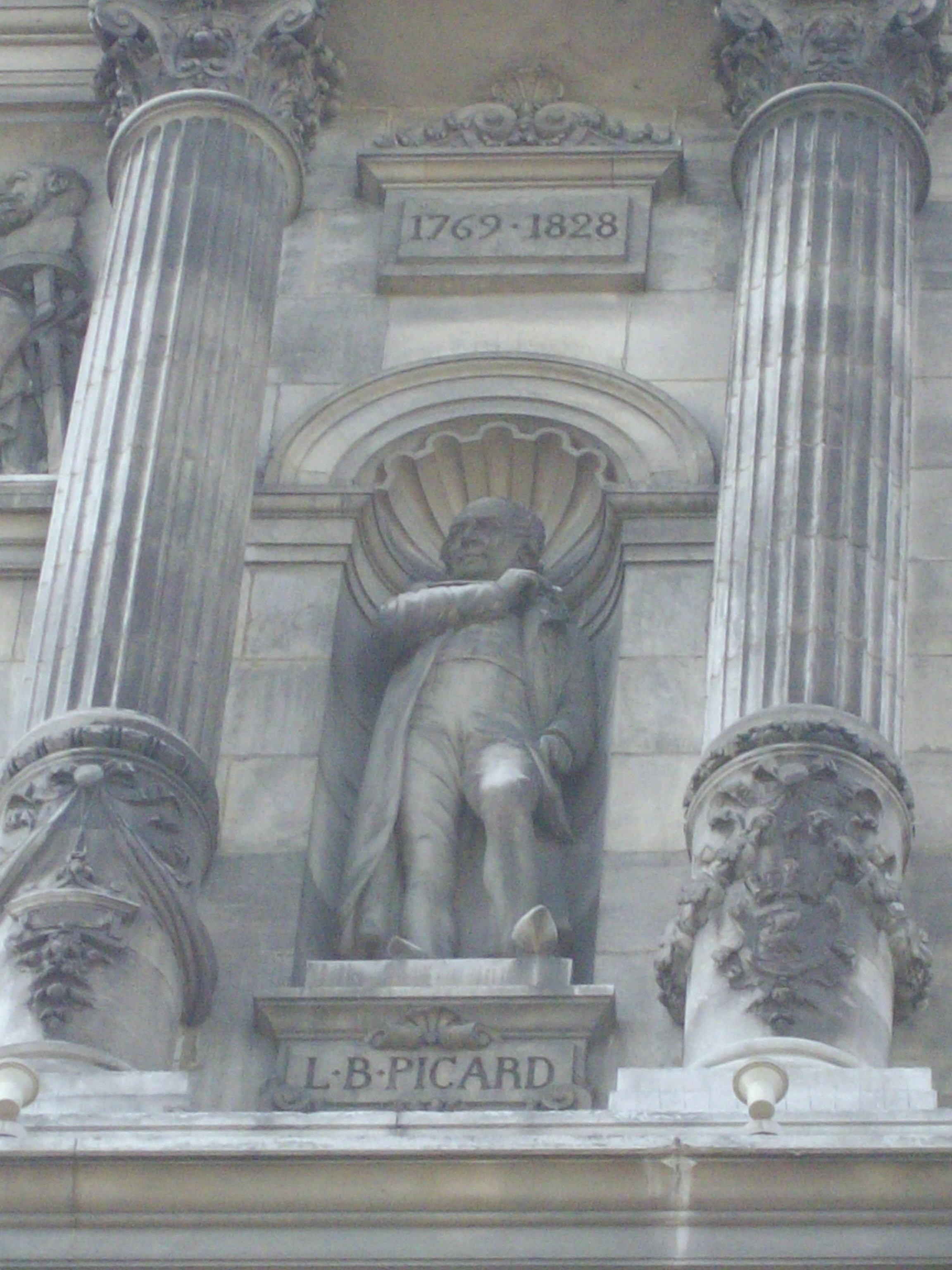
Statue de Louis-Benoît Picard réalisée par Félix Martin, sur la façade de l'Hôtel de ville de Paris.

Fils d’un avocat et neveu d’un médecin, Picard refusa de suivre la carrière du barreau ainsi que celle de la médecine, pour se livrer au théâtre vers lequel l’entraînait un gout que développa son ami François Andrieux. À l’âge de vingt ans, il fit représenter, en collaboration avec Joseph Fiévée le Badinage dangereux, au théâtre de Monsieur. La première de ses œuvres signalée par la critique est une comédie intitulée Médiocre et rampant, ou le moyen de parvenir, qui fut représentée en 1797.
Cette même année, il se fit acteur et joua sur divers théâtres, sans s’élever au-dessus de la médiocrité. En 1801, il devint chef de troupe, obtint le privilège du théâtre Louvois, et produisit avec activité des œuvres dans lesquelles il jouait lui-même sur la scène dont il était directeur, ce qui le fit comparer à Molière.
L’Opera-Buffa, dont les représentations avaient lieu trois fois par semaine dans la même salle, fut placé en 1804 sous sa direction. En 1807, il quitta l’état de comédien et entra à l’Académie française. À la fin de la même année, sa troupe ayant fusionné avec celle des Comédiens-Italiens, l’administration de l’Académie impériale de musique lui fut confiée jusqu’en 1816.
En 1816, il prit la direction de l’Odéon et, après ce théâtre eut été détruit par un incendie en mars 1818, il obtint de transporter sa troupe à la salle Favart. Le 6 janvier 1820, il ouvrit la nouvelle salle de l’Odéon et quitta la direction en 1821.
Le succès de Picard auprès de ses contemporains fut justifié par son naturel, sa franche gaieté, son talent de l’observation, l’art de faire saisir les ridicules et de développer une donnée scénique, alors que lui manquaient la profondeur, la force, et surtout le style. D’une grande faiblesse dans la versification et d’une vulgarité banale, d’une excessive diffusion dans la prose, la plupart de ses œuvres, où il s’est appliqué à peindre non les caractères, mais les mœurs, à la physionomie si variable suivant les époques, ne lui ont pas survécu.
Il est le grand-père du peintre Hugues Picard.
Il est inhumé à Paris au cimetière du Père-Lachaise (43e division).

## Œuvres
Dans Médiocre et rampant, Picard a cherché à représenter la société française telle que les bouleversements de la Révolution l’avaient rendue en 1797. Ce tableau, quelle qu’en puisse être la vérité, « étonne, dit Artaud, comme le spectacle des mœurs d’une peuplade inconnue ». L’Entrée dans le monde (1799), montre le mélange des parvenus insolents et des ci-devant ruinés, du luxe et de la grossièreté, avec l’avidité des jouissances caractérisant cette époque.
Duhautcours, ou le Contrat d’union (1801), attaquait la fureur d’agiotage, les fortunes soudaines des fournisseurs et des faiseurs d’affaires qui avaient survécu au Directoire. Soit par crainte des sévérités du gouvernement, soit par obéissance à l’instinct de son talent, Picard cessa alors de mettre en scène les mœurs publiques pour se cantonner à la peinture des mœurs privées. La Petite Ville (1801), une de ses pièces les plus gaies montre qu’il gagna beaucoup à rester dans un genre plus conforme à la nature de son talent. Il réussit à représenter les petits ridicules, les petites prétentions, les étroites jalousies, les médisances et les commérages de la province; il trouva, sinon des caractères, du moins d’amusants personnages : le bel esprit Rifflard, la coquette madame Senneville, le processif Vernon, la sensible Nina.
Le succès de la Petite Ville engagea l’auteur à tenter une étude sur les mœurs parisiennes : il créa les Provinciaux à Paris (1802), mais le tableau, trop vaste pour lui, fut bien loin de valoir le précédent. Monsieur Musard (1803), qui eut un succès de vogue, représente ce personnage connu de tout le monde, qui n’est jamais pressé d’agir, qui muse sans cesse et s’amuse de tout.
Dans les Marionnettes (1806), l’auteur a mis en scène les variations que produisent dans les hommes de toute condition les changements de la fortune : Dervilé et sa sœur, impertinents quand ils sont riches, bien humbles et bien flatteurs quand ils sont pauvres ; le valet se courbant devant son nouveau maître et méprisant l’ancien ; le notaire joyeux d’avoir un acte à rédiger ; le jardinier se faisant grand seigneur quand il se croit légataire ; le directeur des marionnettes pensant à faire épouser sa petite-fille à son ami devenu riche.
Les Ricochets (1807), ont aussi des personnages qui changent de volonté suivant les évènements. Le succès des Deux Philibert (1816), tient surtout au personnage de Philibert cadet, mauvaise tête et bon cœur, que l’on gronde et qu’on aime, dont les fredaines finissent par faire rire et par être pardonnées.
Picard a écrit de nombreuses pièces, près de cent d’après certaines sources.
Outre son théâtre et ses romans, il a également écrit, avec Droz, les Mémoires de Jacques Fauvel,,,
.

## Œuvre

### Théâtre
- Le Badinage dangereux, comédie en un acte et en prose, avec Joseph Fiévée, créée le 27 novembre 1789, au théâtre de Monsieur.
- Encore des Ménechmes, comédie en trois actes et en prose, créée le 9 juin 1791, au théâtre Feydeau[2].
- Le Passé, le Présent et l’Avenir, comédies chacune en un acte et en vers, reçues le 30 juin 1791, au Théâtre-Français[15].
- Le Conteur ou les Deux Postes, comédie en trois actes et en prose, 1793, au Théâtre-Français[2].
- Le Cousin de tout le monde, comédie en un acte et en prose, créée le 22 juillet 1793 par le Théâtre-Français au théâtre des Variétés[2].
- La Prise de Toulon, tableau patriotique, comédie en un acte et en prose, créée le 1er février 1794 au Théâtre de la rue Feydeau.
- Ervand le bucheron, drame en cinq actes et en vers, reçu l’an IV (1795), au théâtre de la République[15].
- Les Conjectures, comédie en trois actes et en vers, créée 28 vendémiaire an IV (20 octobre 1795), au théâtre Feydeau[2].
- Les Amis de collège, ou l’Homme oisif et l’Artisan, comédie en trois actes et en vers, créée le 25 frimaire an IV (16 décembre 1795), au théâtre de la République[2].
- Médiocre et rampant, ou le Moyen de parvenir, comédie en cinq actes, en vers, créé le 1er thermidor an V (19 juillet 1797), au Théâtre-Français[2].
- Le Voyage interrompu, comédie en trois actes et en prose, créée le 29 brumaire an VII (19 novembre 1798), au Théâtre-Français du faubourg Saint-Germain[5].
- L’Entrée dans le monde, comédie en cinq actes et en vers, créée le  27 prairial an VII (15 juin 1799), par les Comédiens sociétaires de l'Odéon au théâtre de la Cité[5].
- Les Voisins, comédie en un acte et en prose, créée le 21 messidor an VII (9 juillet 1799), par les Comédiens sociétaires de l'Odéon, au théâtre de la Cité[5].
- Le Collatéral ou la Diligence de Joigny, comédie en cinq actes et en prose, créée le 15 brumaire an VIII (6 novembre 1799), par les Comédiens sociétaires de l'Odéon[5].
- La Fête de Corneille, comédie en un acte et prose, créée le 10 messidor an X (29 juin 1800), à Rouen[16]
- Les Trois Maris, comédie en cinq actes et en prose, créée le 27 thermidor an VIII (15 août 1800), au théâtre Feydeau[7].
- La Petite Ville, comédie en quatre actes et en prose, créée le 28 floréal an IX (18 mai 1801)[7].
- Duhautcours, ou le Contrat d’union, comédie en cinq acte et en prose, avec François Chéron, créée le 18 thermidor an IX (6 août 1801), au théâtre Louvois[6].
- Les Provinciaux à Paris, comédie en quatre actes et en prose, créée le 21 nivôse an 10 (11 janvier 1802), au théâtre Louvois[7].
- Le Mari ambitieux ou l’Homme qui veut faire son chemin, comédie en cinq actes et en vers, créée le 24 vendémiaire an XI (10 octobre 1802), au théâtre Louvois[8].
- La Saint-Jean, comédie en trois actes et en prose, créée en brumaire ou frimaire an XI (novembre 1802)[16].
- Le Vieux Comédien, comédie en un acte et en prose, créée le deuxième jour complémentaire an XI(19 septembre 1803), au théâtre Louvois[8].
- Monsieur Musard ou Comme le temps passe, comédie en un acte et en prose, le 1 frimaire an XII (23 novembre 1803), au théâtre  Louvois[8].
- Les Tracasseries, ou Monsieur et Madame Tatillon, comédie en quatre actes et en prose, créée le 6 messidor an XII (25 juin 1804), au théâtre  Louvois[8].
- L’Acte de naissance, comédie en un acte et en prose, créée le 10 vendémiaire an XIII (2 octobre 1804), au théâtre de l'Impératrice[8].
- Le Susceptible, comédie en un acte et en prose, 5 nivôse an XIII (26 gécembre 1807), au théâtre  de l'Impératrice[8].
- La Noce sans mariage, comédie en cinq actes et en prose, créée le 24 fructidor an XIII (11 septembre 1805), au théâtre  de l'Impératrice[9].
- Bertrand et Raton, ou l'Intrigant et sa dupe, comédie en cinq actes et en prose, écrite en 1805 mais non imprimée, représentée le 28 décembre 1833, au théâtre de la Gaîté[17].
- Les Filles à marier, comédie en trois actes et en prose, créée le 20 frimaire an XIV (11 décembre 1805), au théâtre  de l'Impératrice[9].
- Un jeu de la Fortune ou les Marionnettes, comédie en cinq actes et en prose, crée 14 mai 1806, au théâtre de l'Impératrice[9].
- La Manie de briller, comédie en trois actes et en prose, créée le 25 septembre 1806, au théâtre  de l'Impératrice[9].
- Les Ricochets, comédie en un acte et en prose, créée le 15 janvier 1807, au théâtre  de l'Impératrice[9].
- Les Capitulations de conscience, comédie en cinq actes et en vers, créée le 7 juin 1809[18].
- Les Oisifs, comédie épisodique en un acte et en prose, créée le 30 octobre 1809[18].
- L’Alcade de Molorido, comédie en cinq actes et en prose, créée le 18 janvier 1810, au théâtre de l'Odéon[18].
- Un lendemain de fortune ou les Embarras du bonheur, comédie en un acte et en prose, créée le 16 janvier 1811[18].
- La Vieille Tante ou les Collatéraux, comédie en cinq actes et en prose, créée le 28 mai 1811, au théâtre de sa Majesté l'Impératrice et Reine[18].
- Le Café du printemps, comédie en un acte et en prose, créée le 25 juin 1811, au théâtre  de sa Majesté l'Impératrice et Reine[18].
- Les Prometteurs ou l’Eau bénite de cour, en trois actes et en prose, créée le 31 mars 1812, au théâtre  de sa Majesté l'Impératrice et Reine.
- M. de Boulanville ou la Double Réputation, comédie en cinq actes et en prose, créée le 8 février 1816, au théâtre  royal de l'Odéon[10].
- Les Deux Philibert, comédie en trois actes et en prose, créée le 10 août 1816, au théâtre  royal de l'Odéon[10].
- Le Capitaine Belronde, comédie en trois actes et en prose, créée le 4 mars 1817, au théâtre  royal de l'Odéon[10].
- Une matinée de Henri IV, comédie en un acte et en prose, créée le 17 mai 1817, au théâtre  royal de l'Odéon[10].
- Vauglas ou les Anciens Amis, comédie en cinq actes et en prose, créée le 28 août 1817, au Théâtre  royal de l'Odéon[10].
- L’Intrigant maladroit, comédie en trois actes et en prose, créée le 27 décembre 1820, au Second Théâtre français[16].
- Les Charlatans et les Compères, comédie en cinq actes et en prose, jamais créée, publiée en 1821[16].
- Les Trois Quartiers, comédie en trois actes et en prose, avec Édouard-Joseph-Ennemond Mazères, créée le 31 mai 1827, au Théâtre-Français.

### Livrets
- Les Visitandines, comédie en deux actes, mêlée d'ariettes, musique de François Devienne, créé le 7 août 1792,  au théâtre Feydeau[2].
- Andros et Almona, ou le Français à Bassora, comédie en trois actes, mêlée d’ariettes, avec Alexandre Duval, musique de Lemière, créée le 16 pluviôse an II (21 janvier 1794), au théâtre de l'Opéra-Comique[15].
- La Prise de Toulon, tableau patriotique en un acte, en prose, mêlé d’ariettes, musique de Nicolas Dalayrac, créé le 15 pluviôse an II (1er février 1794), au théâtre Feydeau[15].
- Rose et Aurélie, comédie en un acte, en prose, mêlée de chants, musique de François Devienne, créée le 21 thermidor an II (8 août 1794)), au théâtre Feydeau[15].
- L’Écolier en vacances, comédie en un acte, en prose, mêlée d’ariettes, avec Loraux, musique de Louis Jadin, créée le 22 vendémiaire an III (13 octobre 1794), au théâtre de l'Opéra-Comique[15].
- Les Comédiens ambulants, comédie en deux actes et en prose, mêlée d'ariettes, musique de François Devienne, créée le 8 nivôse an VII (28 décembre 1798), au théâtre Feydeau[5].
- La Maison en loterie, comédie en un acte mêlée de couplets, musique de Jean-Baptiste Radet créée le 8 décembre 1817, au Théâtre royal de l'Odéon[10].

### Romans
- Les Aventures d’Eugène de Senneville et de Guillaume Delorme[19],[20].
- L’Exalté ou Histoire de Gabriel Désodry sous l’ancien régime, pendant la Révolution et sous l’Empire, Paris, Baudouin, 1823, 4 vol. in-12 ;
- Le Gil Blas de la Révolution ou les Confessions de Laurent Giffard, Paris, Baudouin, 1824, 5 vol. in-12 ;
- L’Honnête Homme ou le Niais, Paris, Baudouin, 1825, 3 vol. in-12 ;
- Les Gens comme il faut et les Petites Gens, Paris, Baudouin, 1826, 2 vol. in-12 ;
- Les Sept Mariages d’Éloi Galand, Paris, Baudouin, 1827, 3 vol. in-12.

### Sources
- Jean Gourret, Ces hommes qui ont fait l'Opéra, 1984, p. 106-107.
- Gustave Vapereau, Dictionnaire universel des littératures, Paris, Hachette, 1884, p. 1593-94.